# Isla Komsomolets

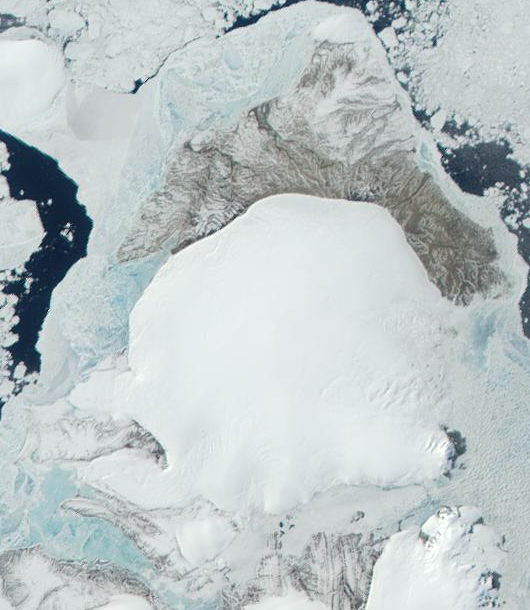
Vista de satélite de la isla

La isla Komsomolets (en ruso: остров Комсомолец) es la más septentrional de las islas del grupo de Severnaya Zemlya, y está localizada en el Ártico de Rusia. Con una superficie estimada de 9006 km², es la tercera isla más grande del grupo y la 82.ª isla más grande del mundo. 

## Geografía
El punto más septentrional de la isla se llama cabo Ártico y es el punto de lanzamiento de muchas expediciones árticas. El punto más elevado de la isla tiene 780 m. Alrededor del 65% de la isla está cubierta de glaciares. En la isla Komsomolets está el mayor campo de hielo de Rusia, el «campo de hielo Academia de Ciencias».
El suelo de la isla está compuesto principalmente de arcillas y arenas, siendo una tundra desierta con dispersos musgos y líquenes.

## Historia
La isla fue descubierta por Boris Vilkitsky en 1913, en la Expedición Hidrográfica rusa al Océano Ártico, pero no se demostró que fuera una isla hasta 1931, cuando Georgy Ushakov y Nikolay Urvantsev trazaron mapas del archipiélago durante su expedición de 1930-1932. En consonancia con su plan de nombrar las islas según los acontecimientos y movimientos de la Revolución Rusa de 1917, esta isla fue nombrada en honor de los miembros del Komsomol, la «Unión Comunista de la Juventud». 
Ha habido una petición para cambiar el nombre de esta isla por el de Svyataya Mariya (Santa María).

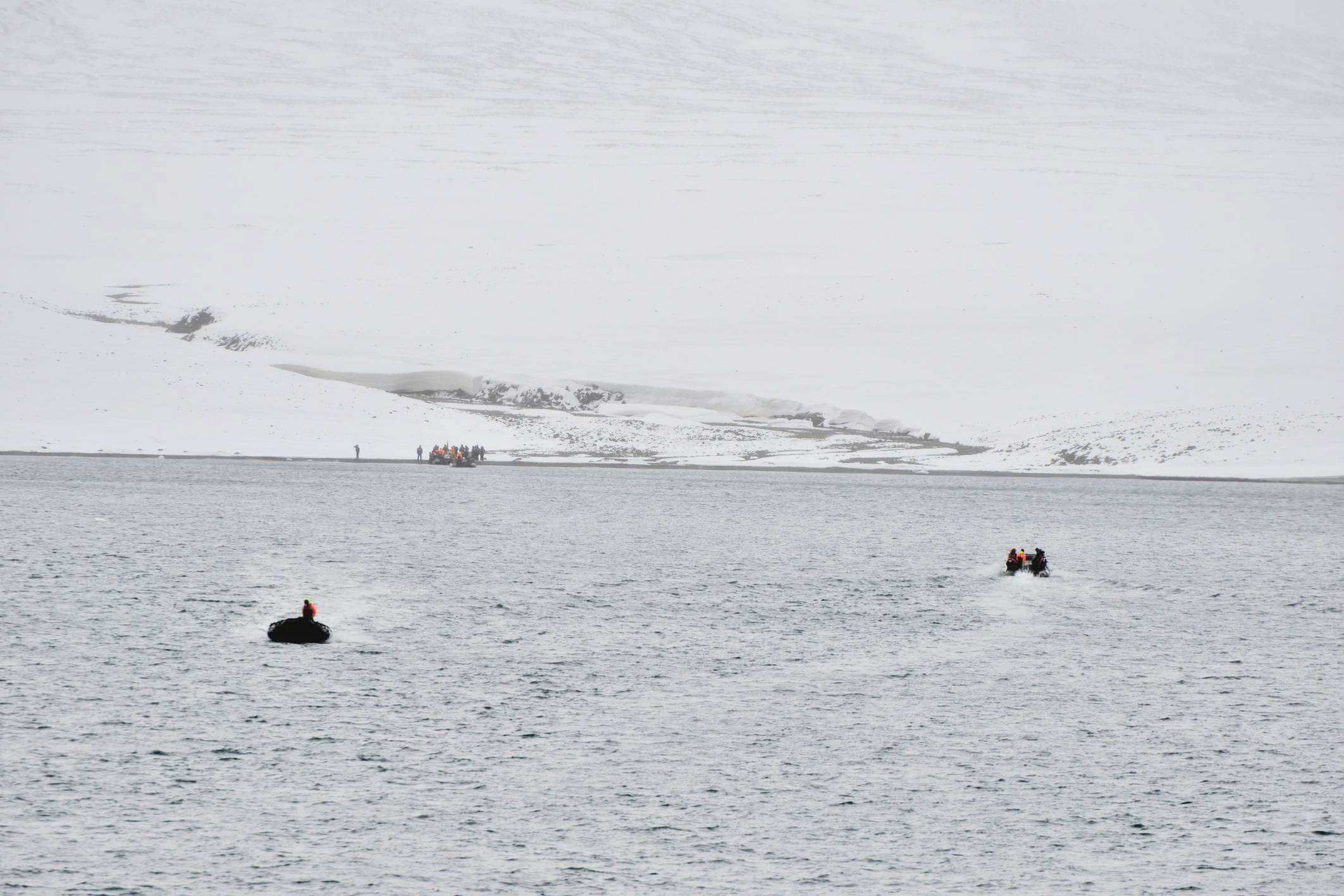
Bahía Krenkel, costa oriental de la isla Komsomolets (80°40’N, 97°30‘O)
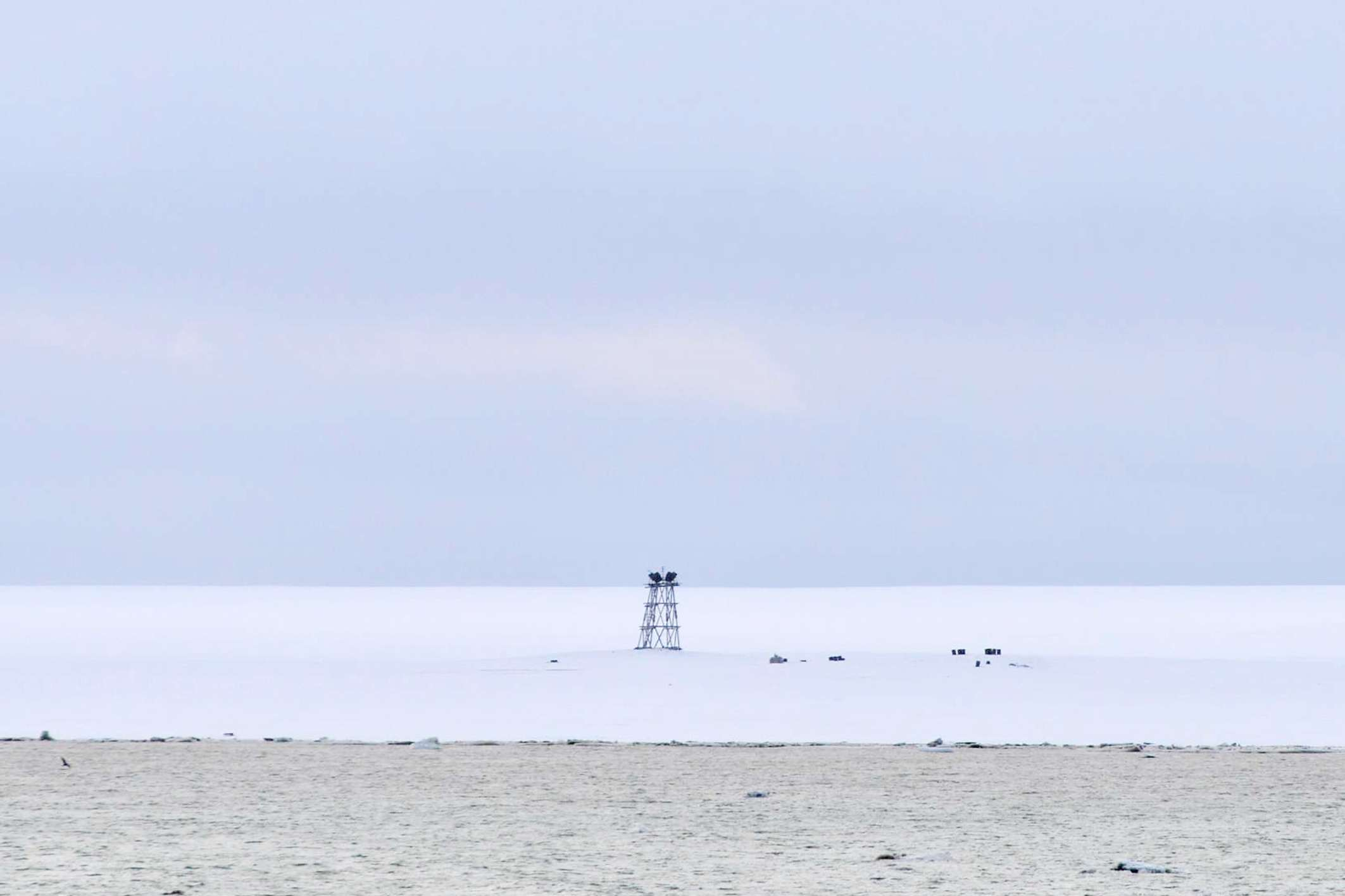
Estación polar rusa abandonada Izluchina (costa noreste de la isla Komsomolets; 81°N, 96°33’E).
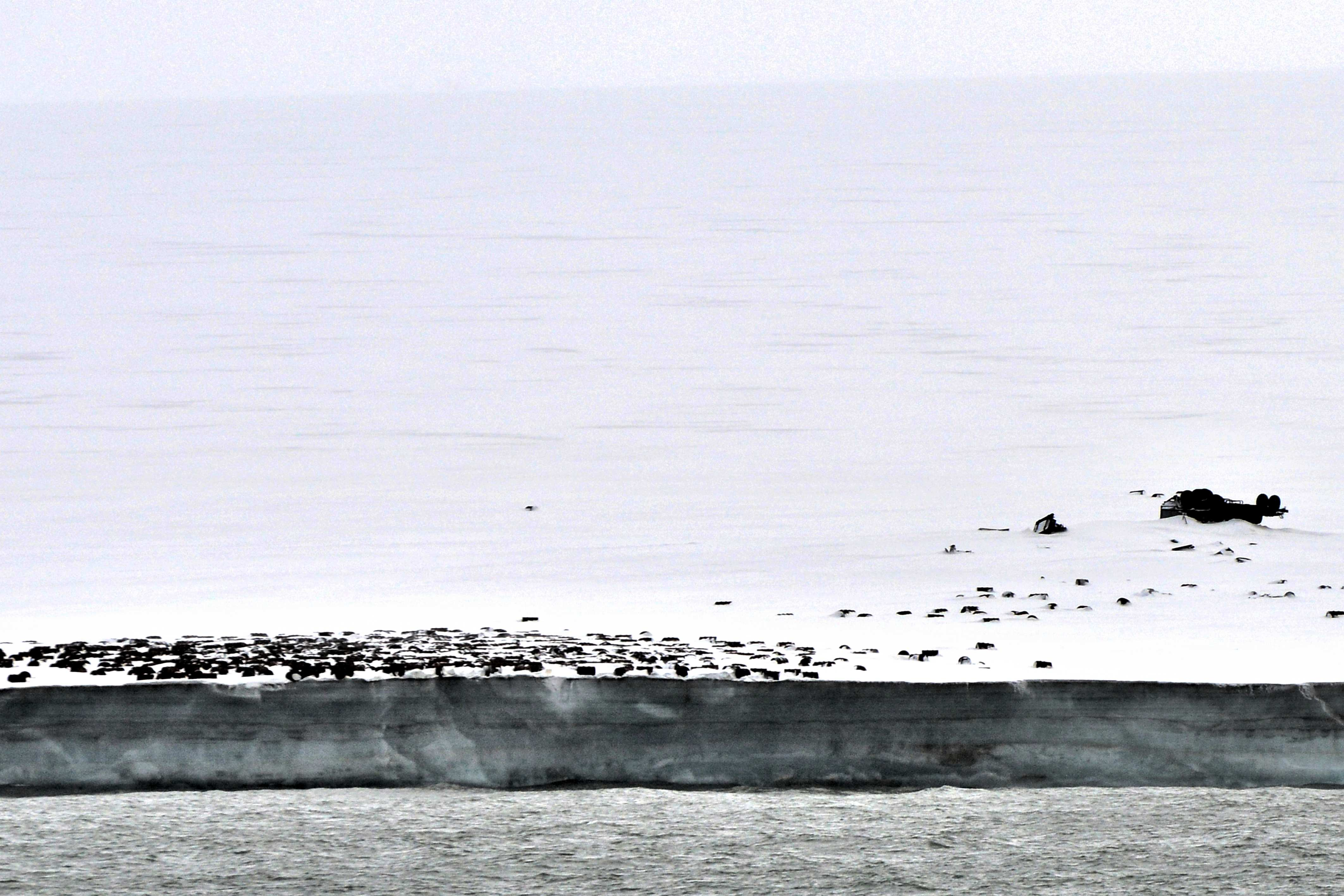
Isla Komsomolets:barriles de petróleo vacíos en el cabo Ártico (isla Komsomolets; 81°15‘N, 95°39‘E).
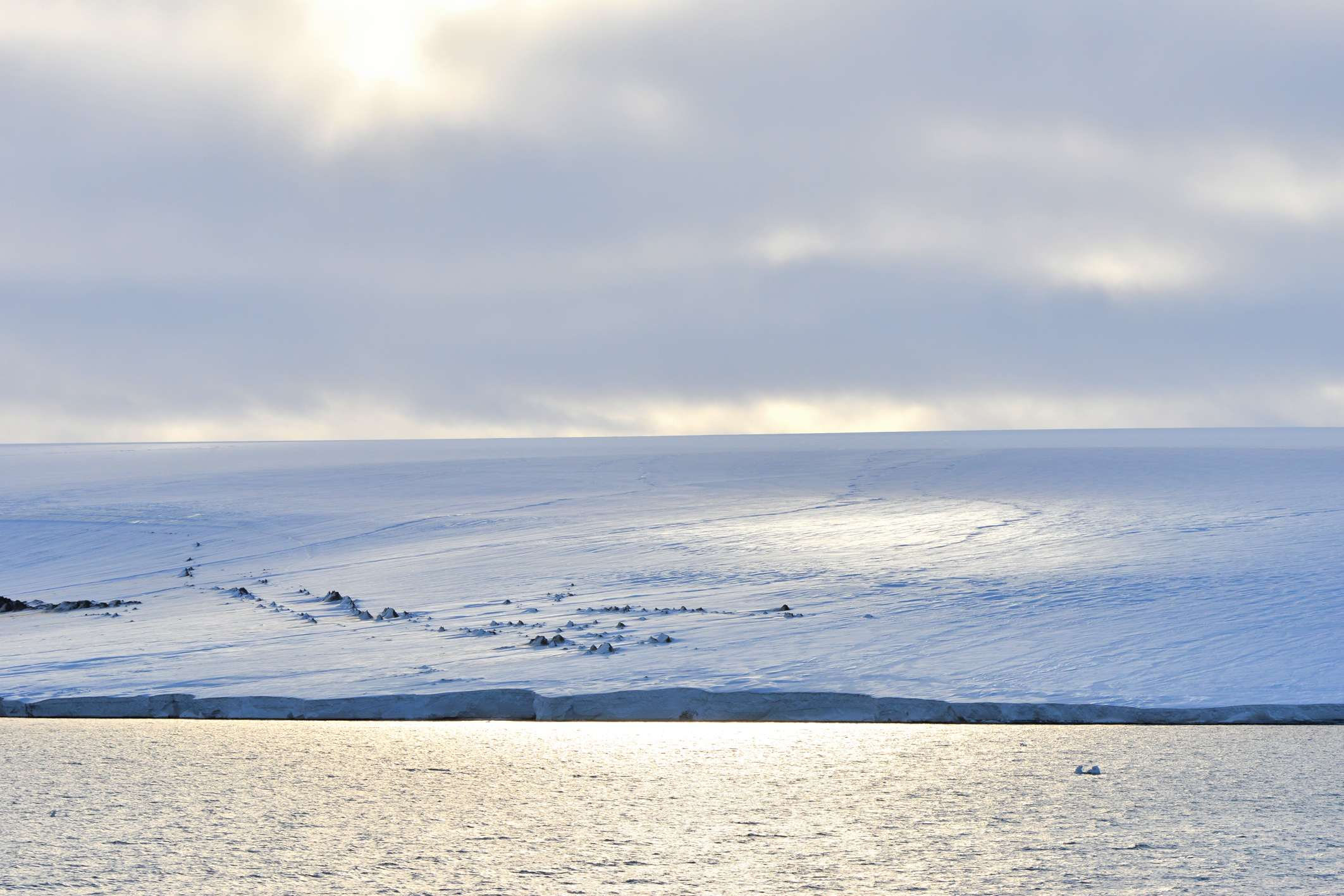
Bahía Zhuravlev,  ubicada en la costa oeste de la isla Komsomolets (80°44’N, 93°19‘E).
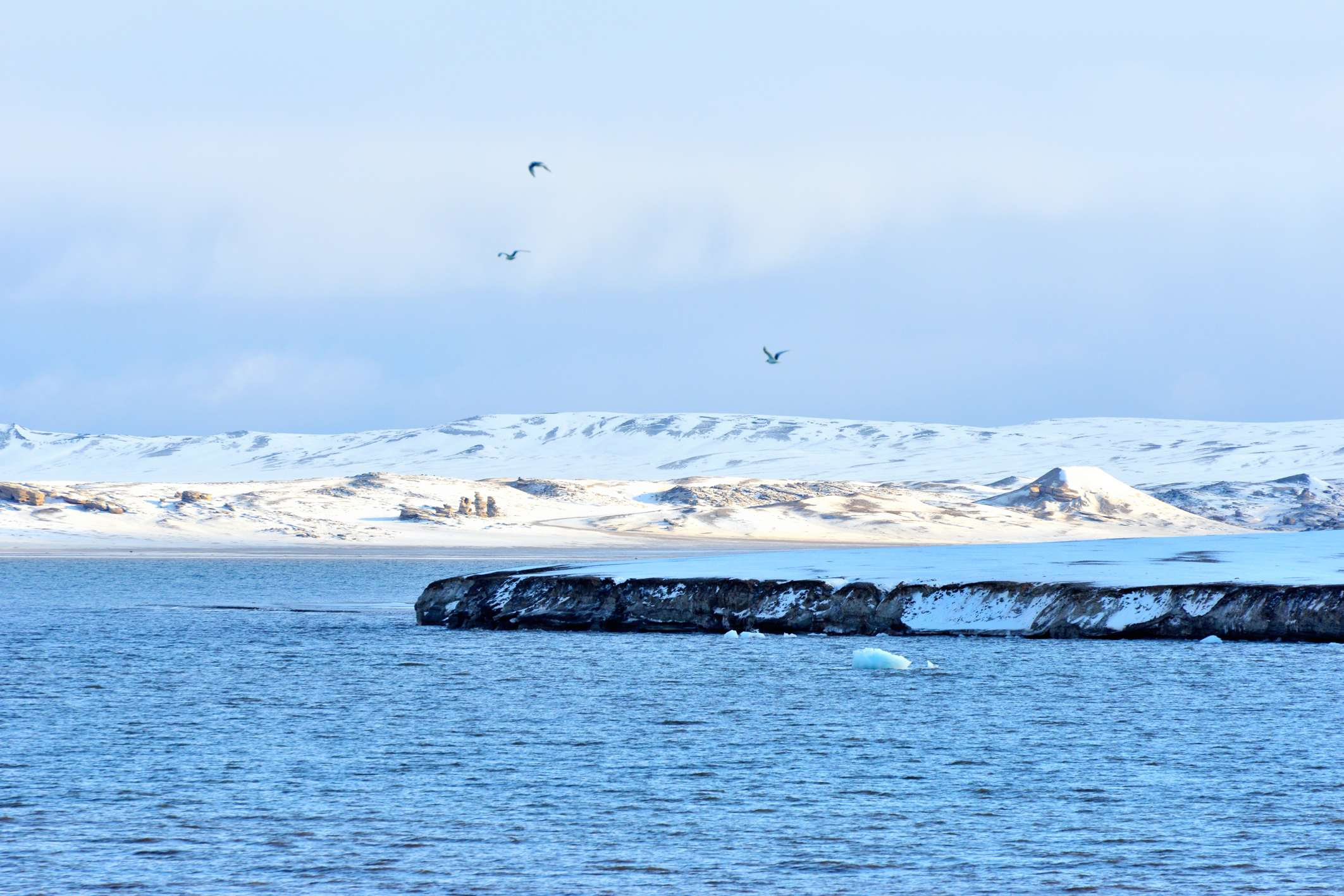
Bahía Zhuravlev
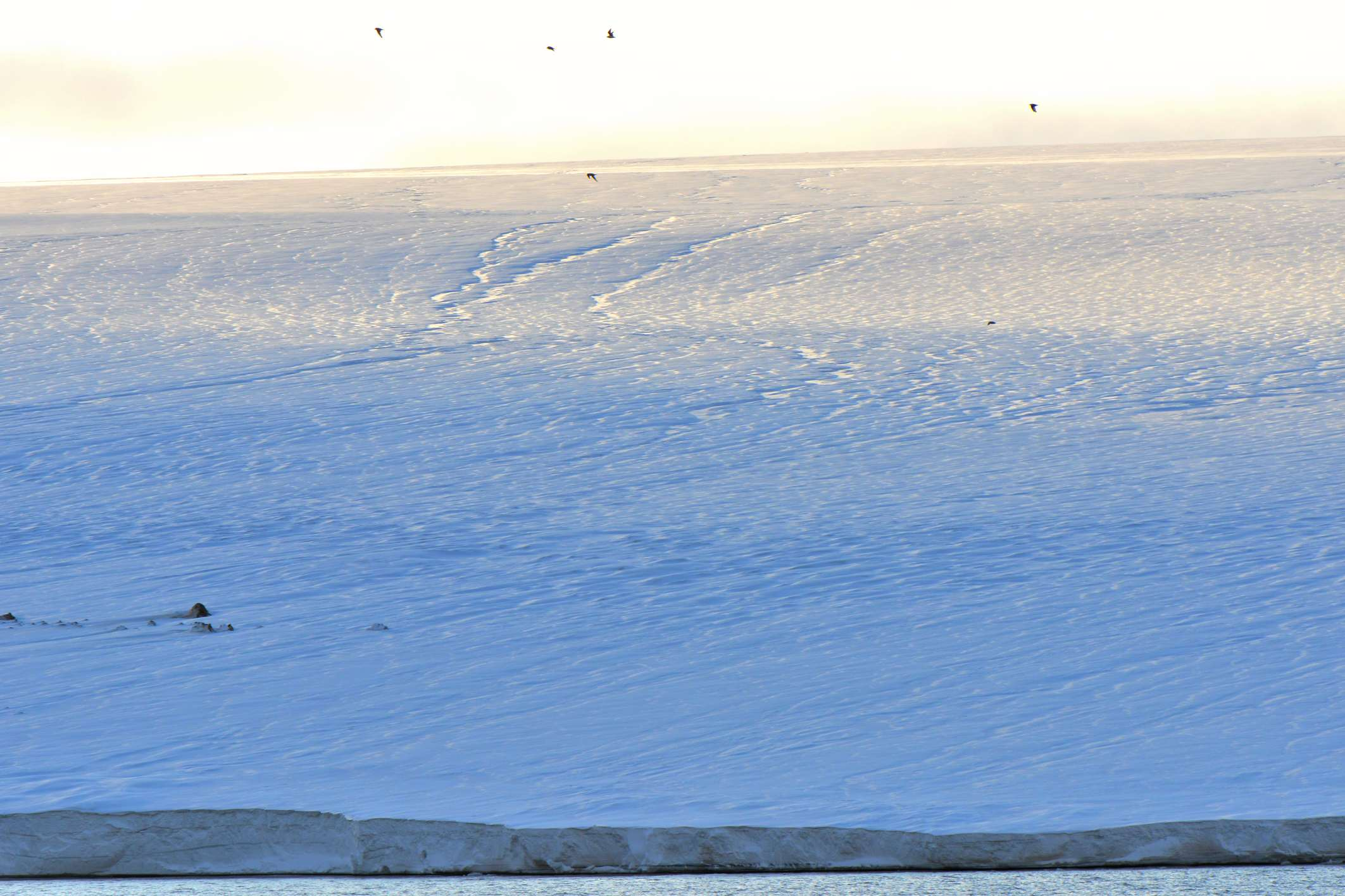
Bahía Zhuravlev
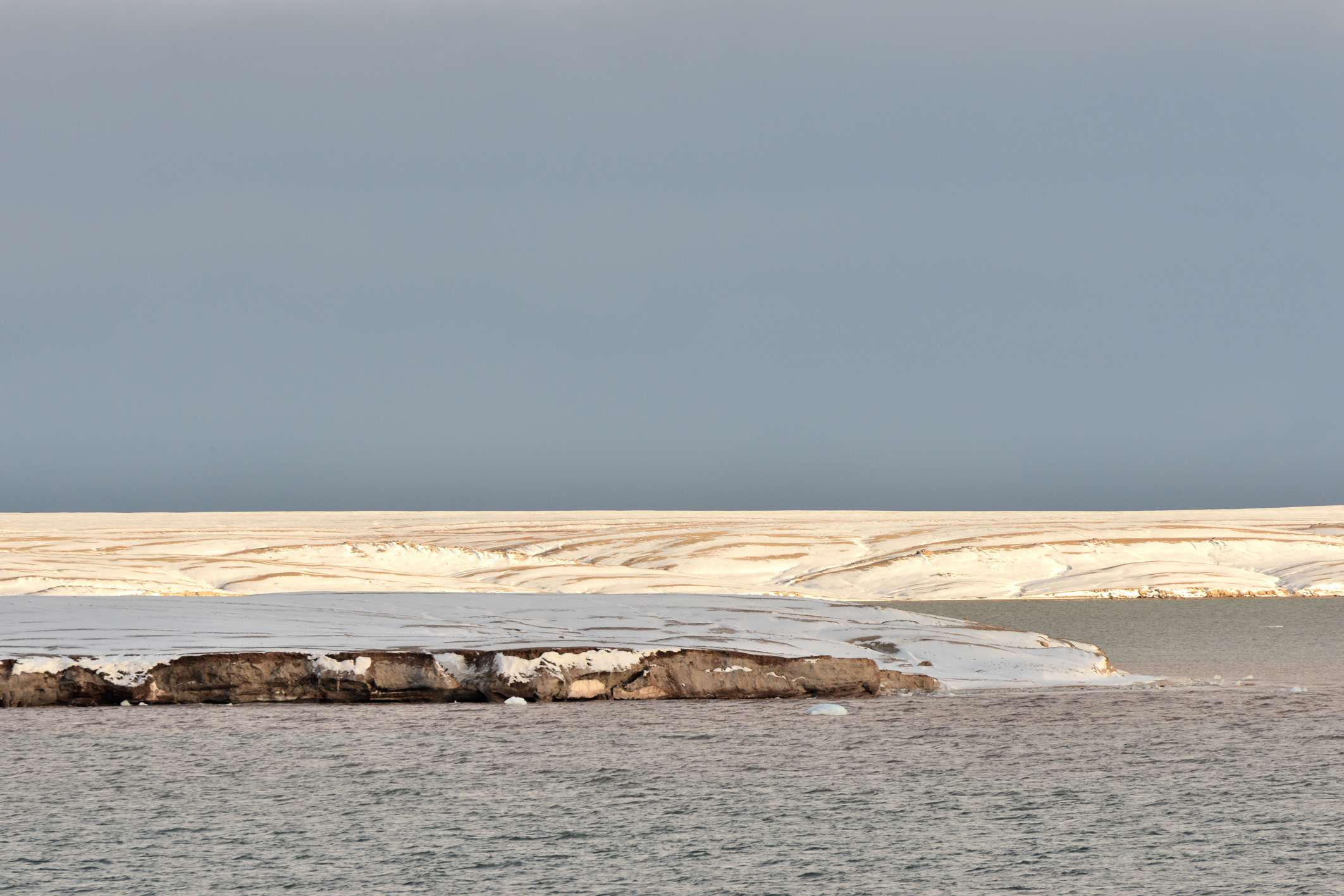
Bahía Zhuravlev